# Stamnodes pamphilata
Stamnodes pamphilata là một loài bướm đêm trong họ Geometridae.